# 러셀의 찻주전자
러셀의 찻주전자 또는 우주의 찻주전자는 버트런드 러셀이 기독교와 불가지론을 비판하기 위해 사용한 유추이다. 러셀의 찻주전자는 〈신은 존재하는가?〉라는 글의 일부에서 등장하는 것이다. 이 글은 1952년 Illustrated지에서 청탁한 것이지만 출판하지는 않았다.
만일 내가 지구와 화성 사이에 도자기 찻주전자 하나가 타원 궤도로 태양 주위를 돌고 있다고 주장하고 이 찻주전자는 너무나 작아서 가장 좋은 망원경으로도 볼 수 없다고 덧붙인다면 아무도 내 주장을 반증하지 못할 것이다. 하지만 아무도 내 주장을 반박할 수 없기에, 내가 이를 의심 하는 것은 인간의 이성에 대한 참을 수 없는 억측이라고 주장한다면, 모두들 당연히 내가 헛소리 하는 것이라 여길 것이다. 하지만 만약 이 찻주전자가 존재한다는 것이 고대의 책에도 나오고 일요일마다 신성한 진리로 가르치고 학교에서 아이들에게 주입한다면, 이 존재를 믿기 망설이는 것은 기행의 표식이 되고 이를 의심하는 자들은 현대의 정신과 의사나 옛날의 이단 재판관의 관심 대상이 될 것이다.

If I were to suggest that between the Earth and Mars there is a china teapot revolving about the sun in an elliptical orbit, nobody would be able to disprove my assertion provided I were careful to add that the teapot is too small to be revealed even by our most powerful telescopes. But if I were to go on to say that, since my assertion cannot be disproved, it is an intolerable presumption on the part of human reason to doubt it, I should rightly be thought to be talking nonsense. If, however, the existence of such a teapot were affirmed in ancient books, taught as the sacred truth every Sunday, and instilled into the minds of children at school, hesitation to believe in its existence would become a mark of eccentricity and entitle the doubter to the attentions of the psychiatrist in an enlightened age or of the Inquisitor in an earlier time.

## 같이 보기
- 무지에 호소하는 논증